# Sport Klub
Sport Klub este un canal de televiziune din domeniul sportului care emite în Ungaria, Polonia, Serbia și Slovenia. A emis și în România între anii 2006-2012.

## Sport Klub România
Lansat în 2006 în România, Sport Klub a oferit transmisia competițiilor fotbalistice de primǎ ligă din Germania, Franța, Olanda și Brazilia. De asemenea, difuza meciurie de acasǎ a patru echipe din prima divizie italiană precum și programele și meciurile difuzate de canalele TV ale cluburilor FC Barcelona, Arsenal Londra și Liverpool FC, foste câștigătoare a Ligii Campionilor.
Pe lângă fotbal, Sport Klub transmitea tenis (ATP Master Series), baschet și fotbal american universitar (NCAA) precum și diverse competiții din cadrul sporturilor cu motor și de contact.
Din 1 iunie 2012 postul TV din România a fost desființat.